# Màquina de cafè

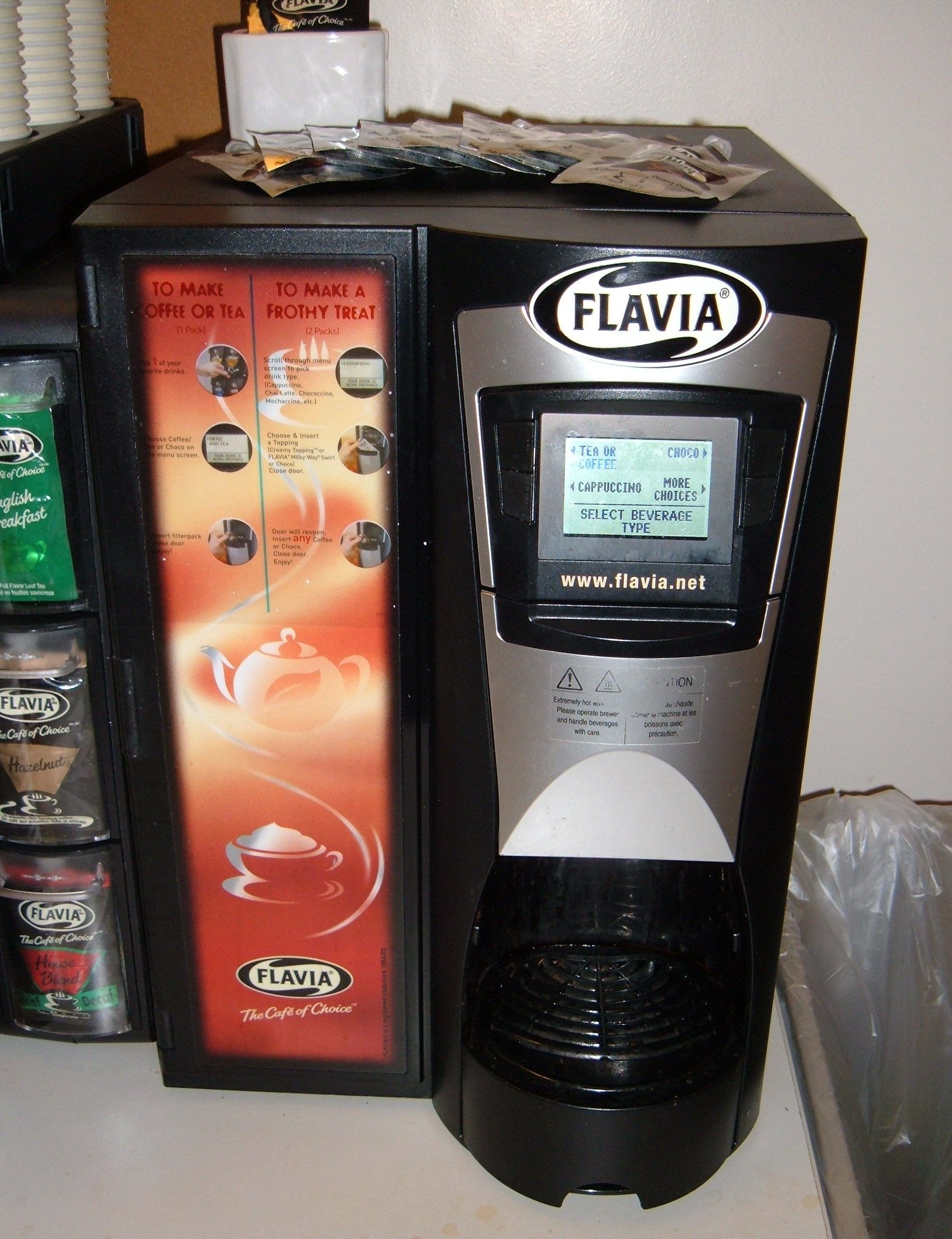
Màquina de cafè

Les  màquines de cafè  són un tipus de màquina expenedora que gaudeixen de gran popularitat, entre les màquines de venda automàtica. Es poden trobar en entorns públics però es localitzen més habitualment en oficines. La funció de les màquines de cafè és subministrar un got de beguda calenta amb la seva cullereta i dosi de sucre a canvi d'un preu estipulat. Actualment, l'oferta de productes existent s'ha ampliat incloent no només una gran varietat de cafès sinó també altres begudes com xocolata o infusions. L'usuari també pot programar la dosi de sucre requerida.

## Funcionament
Una vegada que el client tria el cafè que desitja, s'inicia el seu cicle d'elaboració, com segueix:
- Alliberament del vas que es diposita en un receptacle protegit per una porta transparent.
- Dosificació d'una barreja de cafè en gra natural i torrefacte que passa a un molinet per a la seva trituració.
- El cafè molt s'envia al grup de cafè, que es comprimeix mitjançant un sistema de biela-manovella.
- L'aigua s'escalfa a la caldera del cafè on s'introdueix per mitjà d'una bomba. Llavors, s'addiciona al cafè i la barreja resultant s'aboca sobre el got. El cafè usat es llença dipositant-lo en un contenidor i el sistema torna a la posició inicial.
- Per obtenir cafè amb llet, s'afegeix al cafè llet en pols diluïda en aigua a alta temperatura. La llet es dosifica per un cargol sense fi i el mateix sistema és útil per a altres begudes solubles com la xocolata.
- Finalment, un dosificador deixa caure la cullereta de plàstic en el vas. marini vell

## Formes de pagament
La màquina disposa d'un moneder en què s'insereixen les monedes d'uns valors establerts. La seva idoneïtat es reconeix per mitjà de inducció electromagnètica i l'ordre de validació de moneda es transmet a una unitat central que també controla els principals paràmetres de la màquina: temperatures, dosi de producte, etc.
Un altre sistema limita l'extracció de cafè a la utilització d'una targeta de recàrrega. El xip incorporat a la mateixa acumula un saldo de què la màquina sostreu el preu de cada beguda expedida. En hostaleria, s'utilitzen màquines amb un funcionament similar a l'anterior però sense necessitat de pagament. Així són les que s'instal·len en els esmorzars-bufets de molts hotels en què el preu del cafè està inclòs.

## Altres serveis
Altres serveis que presta la màquina són:
- Proporcionen canvi en cas d'import no exacte
- Avís de l'estat del procés:  en preparació, a punt , etc.
- Indicació de productes no disponibles